# Siebenschneiderstein

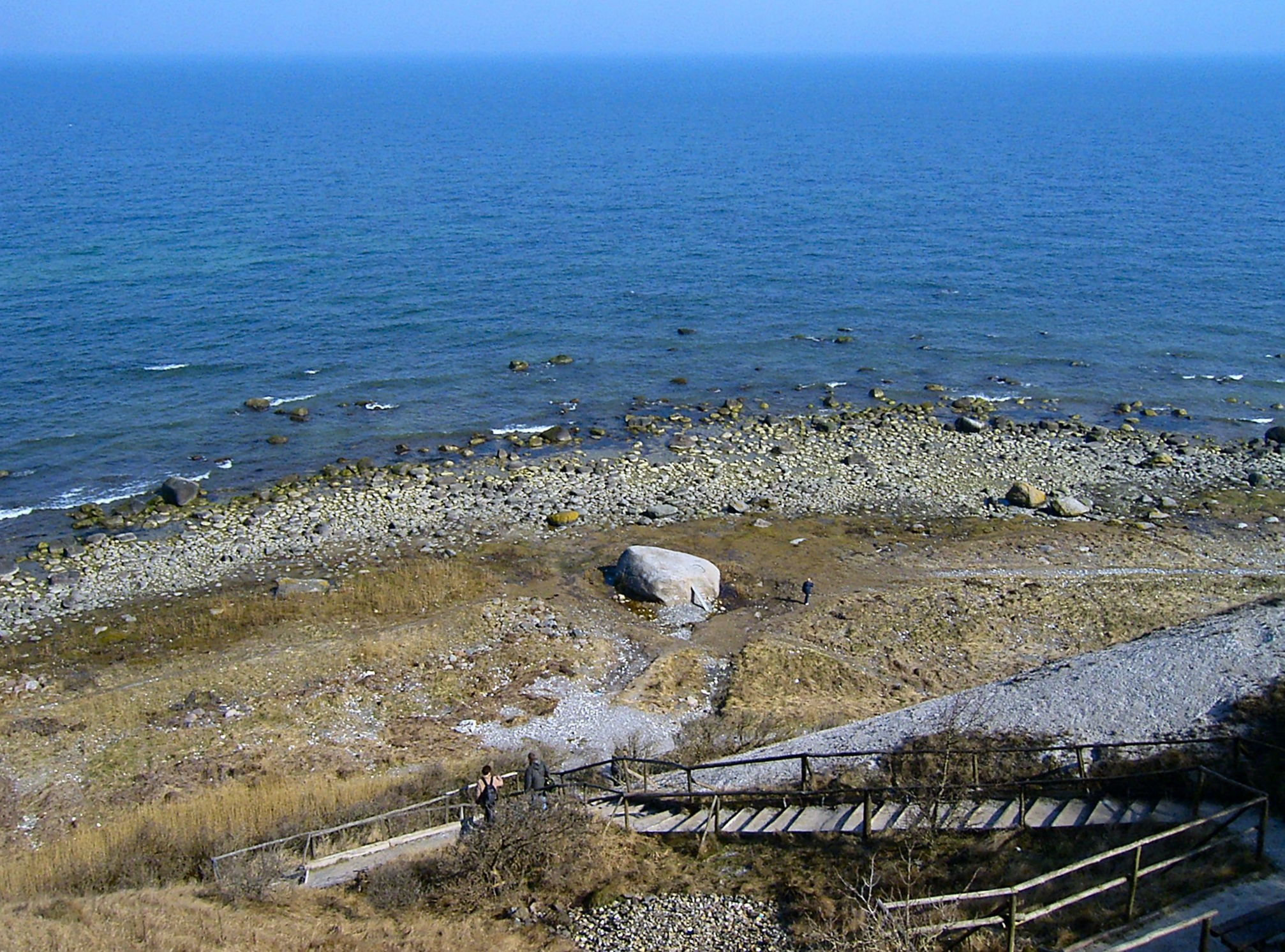
Vista de la roca de Siebenschneiderstein des del penya-segat de Gellort, a l'extrem nord de Rügen.

El Siebenschneiderstein (Söbenschniedersteen, traduïble com a "Pedra dels Set Sastres") és un bloc erràtic glacial a l'illa de Rügen. Es troba a uns 22 metres de distància dels penya-segats de Gellort a la platja de la Mar Bàltica, a un quilòmetre al nord-oest del cap Arkona. Té una massa de 165 tones i un volum de 61 m³. Pertany, tal com una vintena més de blocs erràtics, al llistat de geòtops legalment protegits de l'illa de Rügen.
La roca no és el bloc erràtic més gran de Rügen (el bloc Buskam en fa 600 m³), però és el quart més gran i marca el punt nord de l'illa i, per tant, el punt més al nord d'Alemanya de l'Est.